# Atletica leggera ai Giochi della II Olimpiade

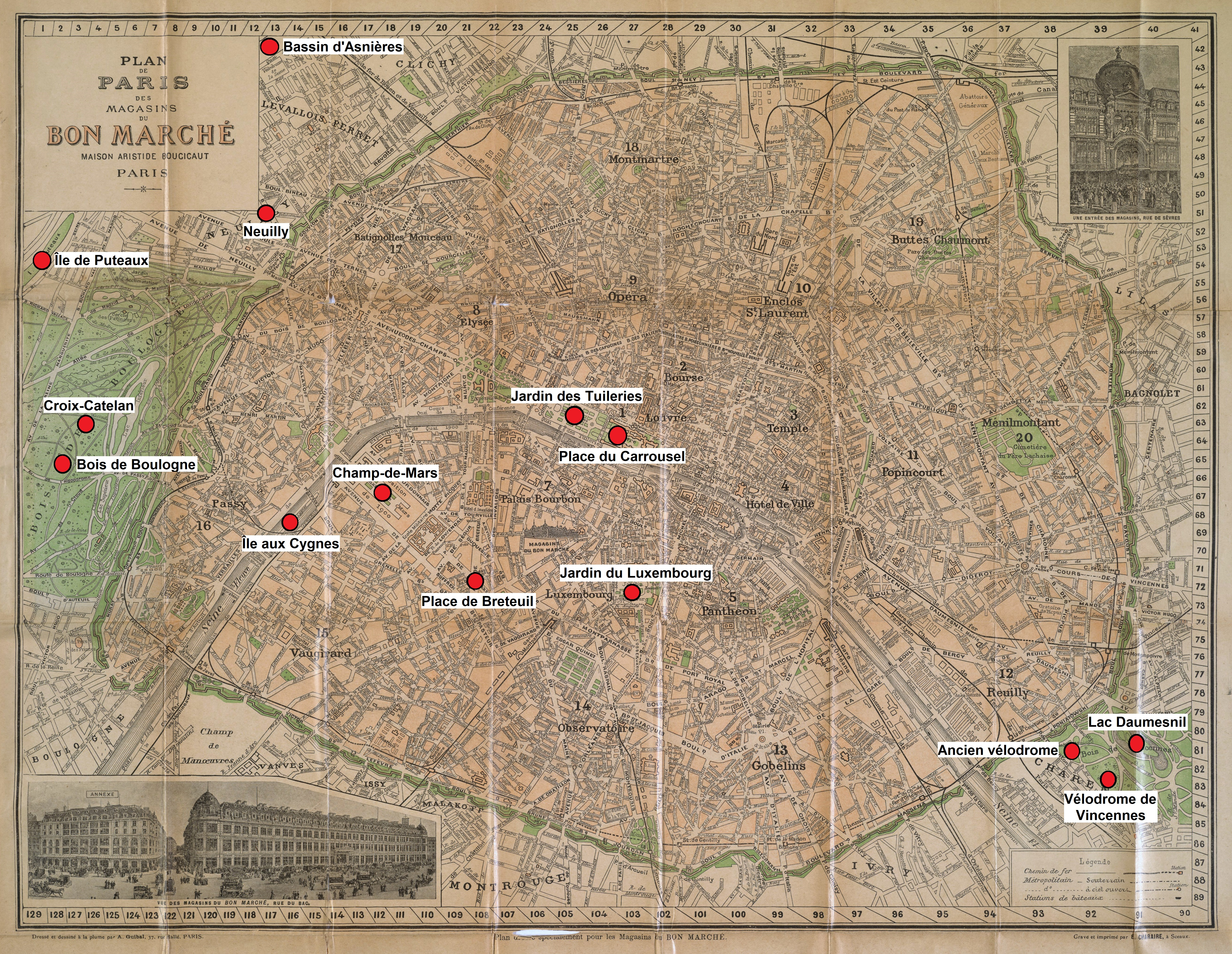
Mappa della Parigi dell'epoca. Il Bois de Boulogne è situato nella parte ovest della città.

Ai Giochi della II Olimpiade di Parigi 1900 sono stati assegnati 24 titoli in gare di atletica leggera.
- Durata del programma: 14, 15, 16, 19 e 22 luglio 1900
- 24 titoli in palio
- Numero di atleti partecipanti: 119 (tutti uomini)[1]
- Sede delle gare: impianto di Croix-Catelan (proprietà del Racing Club de France), Bois de Boulogne, Parigi; pista su erba di 500 metri. Rimarrà l'unica volta in cui le gare olimpiche di atletica si disputano su questa superficie.
- Cronometraggio manuale al quinto di secondo, ufficializzato solo per il primo classificato.
- 10 nuovi record olimpici.

Come nell'edizione precedente dei Giochi, non ci sono squadre nazionali. Ciascun atleta rappresenta il proprio club di appartenenza.

Negli Stati Uniti, dove gli sport atletici, per tradizione, si svolgono a livello universitario, sono gli atenei ad organizzare una spedizione in Europa. Ben otto università statunitensi allestiscono una squadra olimpica: Yale, Princeton, Columbia, Michigan, Pennsylvania, Syracuse, Chicago e Georgetown. In più, partecipa anche il New York Athletic Club, un club privato. In tutto gli atleti dello squadrone americano sono 55. Tra essi, anche l'irlandese John Flanagan, che gareggia per il New York A. C..

## Il punto tecnico

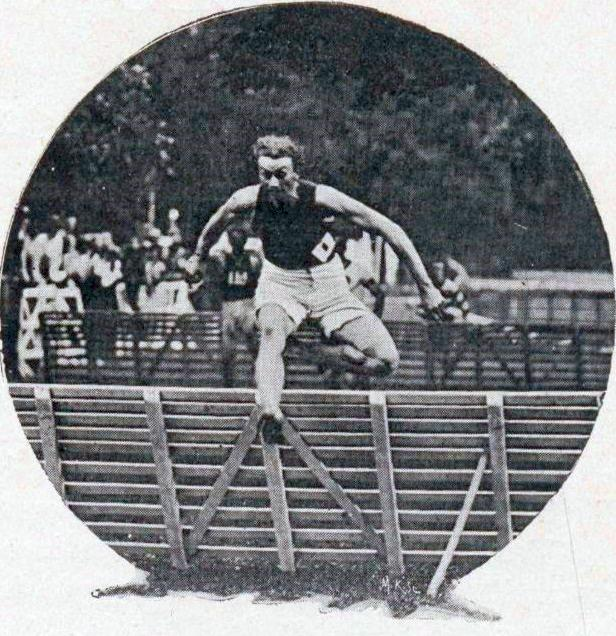
Alvin Kraenzlein (USA), uno dei protagonisti dei Giochi.

A Parigi fanno il loro esordio alcune specialità fondamentali dell'atletica che gli organizzatori greci non avevano considerato: i 200 metri piani, i 400 metri ostacoli e il lancio del martello. Particolare è il caso delle siepi: gli inglesi disputano la gara sulla distanza delle due miglia (3218,7 metri). I francesi inseriscono nel programma due prove: una sui 2.500 metri e una sui 4.000 metri. La distanza dei 3.000 metri verrà fissata definitivamente ad Anversa 1920.
Trovano spazio pure i salti da fermo: Alto, Lungo e Triplo. Le gare a squadre fanno il loro esordio a Parigi. Sono tutte specialità praticate solamente nei paesi anglosassoni. Ciò dimostra che il CIO si è dovuto adeguare alle abitudini degli anglo-americani. Figureranno nel programma fino al decennio successivo.
Appaiono peraltro alcune specialità che dureranno solamente lo spazio di due edizioni: i 60 metri piani e i 200 metri ostacoli (ripetuti solo a Saint Louis 1904).
L'idea olimpica, in generale, non si è ancora sviluppata, oppure non ha raggiunto la necessaria popolarità. Fatto sta che vi sono gare con soli 6 iscritti (2500 metri siepi), altre con cinque (400 metri ostacoli e martello) e una con tre. I tre soli iscritti nel salto in alto da fermo rappresentano il record della minor partecipazione a una gara di atletica in tutta la storia dei Giochi olimpici.

## Contrasti tra Francia e USA sull'osservanza del riposo domenicale
Ecco come la stampa americana descrisse i fatti.

Mercoledì sera (11 luglio) i rappresentanti delle nove squadre USA si incontrarono con gli organizzatori francesi nella sede del Racing Club. Gli americani spiegarono che non avrebbero gareggiato di domenica. Gli organizzatori trovarono una soluzione di compromesso per quanto riguarda i concorsi. Gli atleti non statunitensi avrebbero preso parte alle finali dei salti e dei lanci di domenica. Gli americani avrebbero gareggiato di lunedì. La classifica finale sarebbe stata formata dalle prestazioni ottenute sia domenica che lunedì. Molti americani, fidandosi di questa rassicurazione, non si presentarono al campo di gara nella giornata di domenica. 

Sabato pomeriggio si disputarono le qualificazioni di tre specialità: Salto in lungo, Getto del peso e Lancio del disco. Le finali erano previste per l'indomani, insieme con Salto in alto e Salto con l'asta (finali dirette). In serata gli organizzatori si riunirono nuovamente (a porte chiuse) e decisero che tutti i concorsi si sarebbero conclusi nella giornata di domenica. La decisione non fu comunicata ai dirigenti americani.
L'indomani, quando apparve chiaro che tutte le gare in programma si sarebbero concluse il giorno stesso, gli americani protestarono. Cinque università su otto ritirarono i propri atleti dalle competizioni in programma: Princeton, Syracuse, Yale, Chicago e Michigan. Il New York A. C. e le università di Pennsylvania, Columbia e Georgetown lasciarono invece i propri atleti liberi di decidere.
Tutti gli americani che non erano presenti sul campo di gara furono raggiunti dalla notizia solo a cose fatte. A posteriori, i francesi spiegarono questa decisione con la necessità di rispettare il programma-orario e con il principio di non avvantaggiare una nazione a discapito delle altre. Gli americani ritennero invece che i francesi si fossero rimangiati la parola data.

## Nuovi record
| Fanno il loro esordio olimpico: | Fanno il loro esordio olimpico: | 60 metri piani, 200 metri piani, 200 metri ostacoli, 400 metri ostacoli, lancio del martello, siepi, prova a squadre, Salto in alto da fermo, Salto in lungo da fermo e Salto triplo da fermo |
| Nuovo record olimpico           | 10 specialità:                  | 100 metri, 400 metri, 800 metri, 1500 metri, 110 ostacoli, Alto, Lungo, Triplo, Peso e Disco.                                                                                                 |

## Risultati delle gare

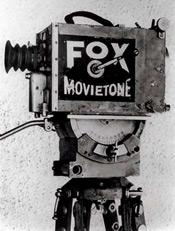
L'atletica a Parigi 1900 (Dal minuto 0'58" fino al minuto 3'26"; con didascalie in italiano

Dei dodici record olimpici di Atene 1896, dieci vengono battuti, a dimostrazione del basso livello tecnico che ha caratterizzato la I edizione dei Giochi dell'era moderna. Le eccezioni sono: la maratona (2h58'50" contro 2h59'45) e i 3,30 m del salto con l'asta, che eguagliano la misura stabilita quattro anni prima. A parte l'asta (cui non parteciparono i tre migliori atleti USA perché la finale si disputò di domenica), la maggior parte dei vecchi primati viene battuta sin dalle qualificazioni.

Non esistono ancora le liste dei record del mondo, poiché non è ancora stata fondata una federazione internazionale. Bisognerà aspettare il 1912 .
Nei turni eliminatori dei 100 metri piani il record olimpico di Atene 1896, 11"8, viene battuto a ripetizione: 11"4 di Arthur Duffey e J. Walter Tewksbury, poi 10"8 di Frank Jarvis e J. Walter Tewksbury, che eguaglia il primato nazionale. Nei 400 metri piani, già in batteria l'americano Maxie Long migliora il record dei Giochi con 50"4. In finale lo statunitense si migliora ulteriormente.
| Specialità | Oro | Risultato | Argento | Risultato | Bronzo                    | Risultato                 | Dettagli            |
| --- | --- | --------- | --- | --------- | ------------------------- | ------------------------- | ------------------- |
| 60 m | Alvin Kraenzlein                                                                                                | 7"0       | Walter Tewksbury                                                                                           | 7"1       | Stan Rowley               | 7"2                       | Classifica completa |
| 100 m | Frank Jarvis | 11"0      | Walter Tewksbury                                                                                           | 11"1      | Stan Rowley               | 11"2                      | Classifica completa |
| 200 m | Walter Tewksbury                                                                                                | 22"2      | Norman Pritchard                                                                                           | 22"8      | Stan Rowley               | 22"9                      | Classifica completa |
| 400 m | Maxie Long | 49"4      | William Holland                                                                                            | 49"6      | Ernst Schultz             | 51"5                      | Classifica completa |
| 800 m | Alfred Tysoe | 2'01"2    | John Cregan                                                                                                | 2'01"6    | David Hall                | 2'03"0                    | Classifica completa |
| 1.500 m | Charles Bennett                                                                                                 | 4'06"2    | Henri Deloge                                                                                               | 4'06"6    | John Bray                 | 4'07"2                    | Classifica completa |
| 2.500 m siepi | George Orton | 7'34"4    | Sidney Robinson                                                                                            | 7'38"0    | Jean Chastanié            | 7'42"0                    | Classifica completa |
| 4.000 m siepi | Jack Rimmer | 12'58"4   | Charles Bennett                                                                                            | 12'58"6   | Sidney Robinson           | 12'58"8                   | Classifica completa |
| 110 m ostacoli | Alvin Kraenzlein                                                                                                | 15"4      | John McLean                                                                                                | 15"5      | Frederick Moloney         | 15"6                      | Classifica completa |
| 200 m ostacoli | Alvin Kraenzlein                                                                                                | 25"4      | Norman Pritchard                                                                                           | 25"6      | Walter Tewksbury          | 26"1                      | Classifica completa |
| 400 m ostacoli | Walter Tewksbury                                                                                                | 57"6      | Henri Tauzin                                                                                               | 58"3      | George Orton              | 58"8                      | Classifica completa |
| 5.000 m a squadre | Squadra mista Amateur Athletic Association Charles Bennett Jack Rimmer Sidney Robinson Alfred Tysoe Stan Rowley | 26 p.     | Francia Racing Club de France Henri Deloge Gaston Ragueneau Jean Chastanié Paul Castanet Albert Champoudry | 29 p.     | Nessun altro partecipante | Nessun altro partecipante | Classifica completa |
| Maratona (40,260 km) | Michel Théato                                                                                                   | 2h59'45"  | Émile Champion                                                                                             | 3h04'17"  | Ernst Fast                | 3h37'14"                  | Classifica completa |
| Salto in alto | Irving Baxter                                                                                                   | 1,90 m    | Pat Leahy                                                                                                  | 1,78 m    | Lajos Gönczy              | 1,75 m                    | Classifica completa |
| Alto da fermo | Ray Ewry | 1,655 m   | Irving Baxter                                                                                              | 1,525 m   | Lewis Sheldon             | 1,500 m                   | Classifica completa |
| Salto con l'asta | Irving Baxter                                                                                                   | 3,30 m =  | Meredith Colket                                                                                            | 3,25 m    | Carl Albert Andersen      | 3,20 m                    | Classifica completa |
| Salto in lungo | Alvin Kraenzlein                                                                                                | 7,185 m   | Meyer Prinstein                                                                                            | 7,175 m   | Pat Leahy                 | 6,950 m                   | Classifica completa |
| Lungo da fermo | Ray Ewry | 3,21 m    | Irving Baxter                                                                                              | 3,135 m   | Émile Torchebœuf          | 3,03 m                    | Classifica completa |
| Salto triplo | Meyer Prinstein                                                                                                 | 14,47 m   | James Connolly                                                                                             | 13,97 m   | Lewis Sheldon             | 13,64 m                   | Classifica completa |
| Triplo da fermo | Ray Ewry | 10,58 m   | Irving Baxter                                                                                              | 9,95 m    | Bob Garrett               | 9,50 m                    | Classifica completa |
| Getto del peso | Richard Sheldon                                                                                                 | 14,10 m   | Josiah McCracken                                                                                           | 12,85 m   | Bob Garrett               | 12,35 m                   | Classifica completa |
| Lancio del disco | Rudolf Bauer | 36,04 m   | František Janda-Suk                                                                                        | 35,25 m   | Richard Sheldon           | 34,60 m                   | Classifica completa |
| Lancio del martello | John Flanagan                                                                                                   | 49,708 m  | Truxton Hare                                                                                               | 49,124 m  | Josiah McCracken          | 49,456 m                  | Classifica completa |
| record mondiale; record olimpico; record mondiale stagionale; record africano; record asiatico; record europeo; record nord-centroamericano e caraibico; record sudamericano; record oceaniano; record nazionale; record personale; record personale stagionale. | |           | |           |                           |                           |                     |

## Medagliere
| Posizione | Paese            | Oro | Argento | Bronzo | Totale |
| --------- | ---------------- | --- | ------- | ------ | ------ |
| 1         | Stati Uniti      | 16  | 13      | 10     | 39     |
| 2         | Gran Bretagna    | 3   | 3       | 2      | 8      |
| 3         | Francia          | 1   | 4       | 2      | 7      |
| 4         | Canada           | 1   | 0       | 1      | 2      |
| 4         | Ungheria         | 1   | 0       | 1      | 2      |
| 5         | Squadra mista    | 1   | 0       | 0      | 1      |
| 7         | India Britannica | 0   | 2       | 0      | 2      |
| 8         | Boemia           | 0   | 1       | 0      | 1      |
| 9         | Australia        | 0   | 0       | 3      | 3      |
| 10        | Danimarca        | 0   | 0       | 1      | 1      |
| 10        | Norvegia         | 0   | 0       | 1      | 1      |
| 10        | Svezia           | 0   | 0       | 1      | 1      |
| Totale    | Totale           | 23  | 23      | 22     | 68     |